# Szólj rám, ha hangosan énekelek (album)
A Szólj rám, ha hangosan énekelek Kovács Kati tizennyolcadik albuma, első CD-je. Válogatás az 1967 és 1985 között megjelent lemezsikerekből. CD-n jelent meg 1990 márciusában.
Újrakiadás: 1999-ben CD-n és kazettán, módosított betűtípussal ellátott borítóval.
Kísér: Fonográf együttes, Locomotiv GT, Gemini, Metro (együttes), Universal, V'73, V' Moto-Rock.

## Számlista
1. Aki lép, az nem marad egyhelyben (Szörényi Levente–Adamis Anna)
2. Indián nyár (Losito–Cutugno–Pallavicini–Ward–Bradányi Iván)[1]
3. Nálad lenni újra jó lenne (Koncz Tibor–Szenes Iván)
4. Most kéne abbahagyni (Wolf Péter–ifj.Kalmár Tibor)
5. Add már, Uram az esőt! (Koncz Tibor–Szenes Iván)
6. Elfutok… (Lerch István–Demjén Ferenc–Kovács Kati)
7. Piedone – Különben dühbe jövünk (Angelis–Pedersoli–Smith–Fondato–Kovács Kati)
8. Ha legközelebb látlak (Koncz Tibor–Szenes Iván)
9. A lényeg (Lerch István–Demjén Ferenc)
10. A festő és a fecskék (Schöck Ottó–Sztevanovity Dusán)
11. Jaj, de jó, hogy voltál (Koncz Tibor–Szenes Iván)
12. Ha a dobos megengedné (Presser Gábor)
13. Búcsú (Koncz Tibor–Sülyi Péter)
14. Rock and roller (Presser Gábor)
15. Várlak (Presser Gábor)
16. Szólj rám, ha hangosan énekelek (Presser Gábor–Adamis Anna)
17. Az eső és én (Somló Tamás–Adamis Anna)